# الأبرشية الكاثوليكية المارونية في دمشق
الأبرشية الكاثوليكية المارونية في دمشق (باللاتينية: rcheparchy Maronitarum Damascena) هي أبرشية تابعة للكنيسة المارونية وتخضع مباشرة لبطريرك أنطاكية الماروني في دمشق بسوريا.
تمتد صلاحيات الأبرشية الكاثوليكية المارونية في دمشق على المؤمنين الموارنة الذين يعيشون في مدينة دمشق، والتي يقع فيها مقر الكاتدرائيّة المارونية، ويرأسها في الوقت الحالي البطريرك الماروني الكاردينال سمير نصار.

## الأقاليم التابعة
يخضع المواطنون المسيحيون الموارنة في مدينة دمشق السورية لسلطة الأبرشية الكاثوليكية المارونية في دمشق، وتنقسم المنطقة إلى ثماني أبرشيات. وفي عام 2013 كان هناك 20,300 معمّدًا مارونيًّا في المنطقة.

## لمحة تاريخية
أنشئت الأبرشية الكاثوليكية المارونية في دمشق في عام 1527، وأصبحت تتبع المجمع الماروني في جبل لبنان قانونًا من عام 1736.

## قائمة الأساقفة ورؤساء الأساقفة
| الاسم                   | تاريخ تولي المنصب            | تاريخ ترك المنصب                      | ملاحظات                          |
| ----------------------- | ---------------------------- | ------------------------------------- | -------------------------------- |
| أنطون                   | 1523                         | 1529                                  |                                  |
| جرجس الإهدني            | 1529                         | 1562                                  |                                  |
| جرجس سليمان القبرصي     | 1561                         | 1577                                  |                                  |
| جرجس البسلوقيتي         | 1577                         | 1580                                  |                                  |
| يوسف موسى الرزي         | 1595                         | 1597                                  | عُيّن بطريركًا لأنطاكية في وقت لاحق |
| سركيس الثاني الرزي      | 1608                         | 1638                                  |                                  |
| يوسف أميمة الكرمسداني   | 1644                         | 1653                                  |                                  |
| يعقوب الرامي            | 1653                         | 1658                                  |                                  |
| سركيس الجمري الإهدني    | 1658                         | 1668                                  |                                  |
| ميخائيل الغزيري         |                              | 1697                                  |                                  |
| سمعان العواد            | 27 يناير (كانون الثاني) 1716 | 16 مارس (آذار) 1743                   | عُيّن بطريركًا لأنطاكية في وقت لاحق |
| ميخائيل الصايغ          | 1746                         | 1755                                  |                                  |
| أرسينيو عبد الأحد       |                              |                                       |                                  |
| يوسف التيان             | رُسّم في 6 أغسطس (آب) 1786     | 1788                                  | عُيّن نائبًا بطريركيًا               |
| جرمانوس الخازن          | 1794                         | 1806                                  |                                  |
| إسطفان الأول الخازن     | 2 أبريل (نيسان) 1806         | 31 ديسمبر (كانون الأول) 1830          |                                  |
| القديس يوسف راجي الخازن | 6 أبريل (نيسان) 1830         | 1845                                  | عُيّن بطريركًا لأنطاكية في وقت لاحق |
| إسطفان الثاني الخازن    | 2 أبريل (نيسان) 1848         | 8 ديسمبر (كانون الأول) 1868           |                                  |
| نعمة الله دحدح          | 11 فبراير (شباط) 1872        |                                       |                                  |
| بولس مسعد               | 12 يونيو (حزيران) 1892       | مارس (آذار) 1919                      |                                  |
| بشارة ريكاردو شمالي     | 9 مايو (أيار) 1920           | 24 ديسمبر (كانون الأول) 1927          |                                  |
| جان الحاج               | 29 أبريل (نيسان) 1928        | 30 نوفمبر (تشرين الثاني) 1955         |                                  |
| عبدالله نجم             |                              |                                       |                                  |
| مايكل ضومط              | 1960                         |                                       |                                  |
| أنطوان حميد موراني      | 5 يونيو (حزيران) 1989        | حتى استقالته في 10 مارس (أذار) 1999   |                                  |
| ريمون عيد               | 5 يونيو (حزيران) 1999        | حتى انسحابه في 25 سبتمبر (أيلول) 2006 |                                  |
| سمير نصار               | 14 أكتوبر (تشرين الأول) 2006 |                                       |                                  |